# Maria Repetto
Maria Repetto (ur. 1 listopada 1807 w Voltaggio we Włoszech, zm. 6 stycznia 1890 w Genui) – zakonnica, błogosławiona kościoła katolickiego.
Maria Repetto urodziła się w bardzo religijnej rodzinie. Jej rodzicami byli Giovanni Battista Repetto i Teresa Gazzale. Mając 22 lata wstąpiła do klasztoru w Genui (Le Suore di Nostra Signora del Rifugio in Monte Calvario). Pracowała tam jako krawcowa, prała, a odwiedzającym ludziom dawała święte obrazki (głównie ze św. Józefem, dla którego miała szczególne nabożeństwo). Spędzała nawet całe noce na modlitwie. Ubogim zapewniła wszelką pomoc. Zmarła 6 stycznia 1890 w opinii świętości. Beatyfikowana przez Jana Pawła II dnia 4 października 1981.